# George Mountbatten (2. markiz Milford Haven)
George Mountbatten wł. George Louis Victor Henry Serge Mountbatten (ur. 6 grudnia 1892 w Darmstadt, zm. 8 kwietnia 1938 w Londynie) – brytyjski arystokrata i wojskowy, w latach 1921–1938 markiz Milford Haven. Syn Louisa Mountbattena, 1. markiza Milford Haven i Wiktorii Heskiej.

## Życiorys
Jego siostrami były: Alicja Battenberg (matka księcia Filipa) i Ludwika Mountbatten (królowa Szwecji), a bratem był Louis Mountbatten (1. hrabia Mountbatten of Burma). Przez kilka lat opiekował się siostrzeńcem, księciem Filipem, którego był ulubionym wujem.

### Małżeństwo i dzieci
15 listopada 1916 w Londynie poślubił hrabiankę Nadieżdę de Torby, córkę rosyjskiego wielkiego księcia Michała Michajłowicza Romanowa i Zofii von Merenberg. Zamieszkali przy Lynden Manor w Holyport w Berkshire. Oboje byli osobami biseksualnymi. Mieli dwoje dzieci: Lady Tatianę Elżbietę Mountbatten (16 grudnia 1917 – 15 maja 1988) i Dawida Mountbattena, 3. markiza Milford Haven (12 maja 1919 – 14 kwietnia 1970).
Był zapalonym matematykiem. Zgodnie z anegdotą podczas podróży pociągiem miał w zwyczaju czytać książki i rozwiązywać rachunki różniczkowe. Elżbieta II powiedziała o nim: Był jedną z najbardziej inteligentnych i błyskotliwych osób.
Kolekcjonował pornografię. Po jego śmierci syn Dawid przekazał znaczną część pokaźnej kolekcji Muzeum Brytyjskiemu.
Zmarł z powodu raka kości w wieku 45 lat i został pochowany na cmentarzu Bray Cemetery w Bray.

## Tytuły
- 6 grudnia 1892 – 1917: Jego Wysokość książę George von Battenberg
- 14 lipca – 7 listopada 1917: Sir George Mountbatten
- 7 listopada 1917 – 11 września 1921: Hrabia Medyny
- 11 września 1921 – 8 kwietnia 1938: Czcigodny Markiz Milford Haven

## Ordery i odznaczenia
- Krzyż Komandorski Królewskiego Orderu Wiktoriańskiego, 1916[8]
- Order Świętego Włodzimierza, 4. klasy, 5 czerwca 1917[9]
- Order Wschodzącego Słońca, 1917[10]
- Krzyż Wielki Królewskiego Orderu Wiktoriańskiego, 1932[8]